# Cubanos
Cubanos (em castelhano:  Cubanos) são as pessoas que vivem ou são originárias de Cuba. A maior parte vive no próprio país, embora exista uma grande comunidade de imigrantes, especialmente nos Estados Unidos e Espanha.

## Demografia
As maiores populações urbanas de cubanos em Cuba (2009) podem ser encontradas em Havana (2 141 993), Santiago de Cuba (446 233), Camagüey  (307.841), Holguín  (294 313), Guantânamo (222 243) e Santa Clara (220 210). De acordo com a Oficina Nacional de Estadísticas, em 2002 a população do país era de 11 177 743, incluindo:
- 5 597 233 homens e
- 5 580 510 mulheres.

A composição racial do país era de 7 271 926 brancos, 1 126 894 negros e 2 778 923 mulatos. A população chinesa de Cuba descende principalmente dos trabalhadores a contrato que chegaram no século XIX para construir ferrovias e trabalhar em minas. Após a Revolução Industrial, diversos destes trabalhadores foram obrigados a permanecer em Cuba por não terem condições financeiras de comprar a passagem de volta para a China.

## Ancestralidade
A ancestralidade dos cubanos brancos (65,05%) vem principalmente dos espanhóis. Durante os séculos XVIII, XIX e no início do século XX, especialmente, grandes ondas de canários, galegos, asturianos e catalães emigraram da Espanha para Cuba. Entre outras nacionalidades europeias que imigraram estão ingleses, escoceses, russos, poloneses, portugueses, romenos, italianos, gregos, franceses, alemães e irlandeses. Existe uma pequena comunidade judaica, e também um influxo considerável de diversos povos do Oriente Médio, especialmente libaneses, palestinos, turcos e sírios.
Os afro-cubanos totalizam de 10,08% a 23,84% da população. São principalmente originários dos congos, um povo da África Central.
Os cubanos de origem no Extremo Oriente totalizam 1% da população, e têm origem chinesa, japonesa e coreana.
Dos habitantes pré-colombianos da ilha, os tainos, restam poucos; algumas estatísticas dizem que totalizam 1,02% da população. Alguns índios americanos migraram dos Estados Unidos no século XIX (entre eles cherokees, choctaws e seminoles); não se conhecem os números exatos de seus descendentes.[carece de fontes?]
A população total do censo oficial realizado em 1953 era de 5 829 029 pessoas. Na época casamentos interraciais eram exceção, e havia uma separação maior das raças na sociedade cubana; esta tendência, no entanto, foi revertida e nos dias de hoje os casamentos interraciais são maioria no país.
A taxa de natalidade de Cuba (9,88 nascimentos por cada 1000 pessoas, em 2006) é uma das mais baixas do Hemisfério Ocidental. Sua populaç]ão total aumentou continuamente, de 7 milhões em 1961 a mais de 11 milhões atualmente, porém a taxa de aumento estagnou nas últimas décadas, e recentemente se transformou numa taxa negativa, com o relato feito pelo governo cubano, em 2006, da primeira queda no crescimento populacional desde o êxodo de Mariel. A imigração e a emigração tiveram efeitos visíveis no perfil demográfico de Cuba durante o século XX; entre 1900 e 1930, quase um milhão de espanhóis chegaram ao país, e desde 1959 mais de um milhão de cubanos abandonaram a ilha, indo principalmente para Miami, Flórida, onde floresce uma comunidade bem-sucedida economicamente, com altos níveis de educação e extremamente vocal (lobby cubano-americano); A emigração que ocorreu imediatamente depois da Revolução Cubana foi formada principalmente por integrantes das classes alta e média, predominante brancos, contribuindo assim para uma mudança demográfica, somada a mudanças nas taxas de natalidade e nas identificações raciais dos diferentes grupos étnicos.

## Cubanos no estrangeiro
Nos Estados Unidos se localiza o maior número de cubanos fora de Cuba, especialmente em Miami e outras grandes cidades da Flórida, bem como em Nova Jérsei, Califórnia, Nova York e Texas. Números menores de cubanos vivem em muitos outros países do mundo, especialmente na América Latina e Europa (especialmente na Espanha, onde estão 103 874, e no Reino Unido, com cerca de 1 083). Cerca de 9 395 vivem no Canadá, e 1 343 no Brasil.
Após a fundação da república, em 1902, houve uma migração considerável da Península Ibérica para a ilha, inclusive alguns soldados que haviam participado das guerras envolvendo os dois países.
Em dezembro de 2008 a Espanha começou a aceitar candidatos à obtenção de cidadania dos descendentes das pessoas que se exilaram em Cuba após a brutal Guerra Civil Espanhola, ocorrida entre 1936 e 1939, como parte da lei promulgada em 2007 para abordar o doloroso legado do conflito. Esta nova lei, chamada de Lei da Memória Histórica, pode conceder até 500 000 passaportes a cubanos com ancestrais espanhóis. Pela lei, estes descendentes têm até dezembro de 2011 para se apresentar à embaixada espanhola em seu país natal e mostrar a documentação que prove que seus pais ou avós fugiram da Espanha entre 1936 e 1955.

## História
O primeiro povo a habitar Cuba que se tem conhecimento foram os ciboneis, um povo ameríndio. Seguiram-se a eles outro povo ameríndio, os tainos, que formavam o principal grupo populacional tanto em Cuba quanto em outras ilhas nas Antilhas quando Cristóvão Colombo primeiro avistou Cuba, em 1492. Colombo tomou posse das ilhas em nome da Espanha, e Cuba se tornou uma colônia espanhola, status que deteve até 1902, com a exceção de um breve período em que foi ocupada pela Grã-Bretanha, em 1762, antes de ser devolvida para a coroa espanhola em troca da Flórida. No fim do século XIX, a Espanha tinha perdido a maior parte de suas possessões americanas, e uma série de rebeliões vinha abalando Cuba. Estas revoltas, aliadas com as pretensões dos Estados Unidos de anexar a ilha, levaram à Guerra Hispano-Americana, que eventualmente levou à independência formal de Cuba.
Durante as primeiras décadas do século XX, os interesses dos Estados Unidos predominavam em Cuba, e o país exercia grande influência sobre a ilha. Isto terminou em 1959, quando o líder de facto do país, Fulgencio Batista, foi deposto pelos revolucionários liderados por Fidel Castro. A deterioração rápida das relações com os Estados Unidos levou à aliança cubana com a União Soviética, e a transformação de Cuba numa república socialista declarada. Castro permaneceu no poder desde então, primeiro como primeiro-ministro, e, depois de 1976, como presidente.

## Cultura e tradições
A cultura de Cuba reflete a influência na ilha de diversas culturas, especialmente europeias (espanholas) e africanas. Isto fica evidente na idiossincrasia direta e dinâmica e ao mesmo tempo aberta e bem-humorada do seu povo. No entanto, durante o período da república (1901-1959) a cultura cubana também sofreu fortes influências dos Estados Unidos. Isto ficou evidente na música, esportes, arquitetura, finanças, entre outros campos da cultura local. Durante o período revolucionário (1959-) Cuba foi declarada, de maneira abrupta e surpreendente, declarada um Estado comunista; o país se isolou, internamente, e foi exposta à presença russa. Esta presença, no entanto, só contribuiu na estrutura, natureza e formação ditatorial do novo regime cubano stalinista, porém deixou poucas, ou nenhuma, contribuições culturais.
Uma das partes mais características da cultura cubana é a sua música e dança, conhecidos em muitos outros países. Diversos estilos musicais latinos como o mambo, a salsa, o bolero e o son se originaram em Cuba. As origens de boa parte dos estilos musicais cubanos podem ser encontrados na mistura da música espanhola com a africana (especialmente da africana ocidental), enquanto elementos musicais americanos, como trombones e big bands também contribuíram para o desenvolvimento da música do país.
A literatura cubana inclui alguns dos nomes mais conhecidos das ilhas caribenhas, como o autor e herói independentista José Martí, no final do século XIX, e escritores mais recentes, como Daína Chaviano, Pedro Juan Gutiérrez, Antonio Orlando Rodríguez, Zoé Valdés e Leonardo Padura.
A língua espanhola é falada por virtualmente todos os cubanos na ilha. O espanhol cubano se caracteriza pela redução de diversas consoantes, uma característica que compartilha com os outros dialetos do espanhol caribenho e das Ilhas Canárias. Diversos cubano-americanos, embora permaneçam fluentes em espanhol, utilizam o inglês americano como língua cotidiana.